# Mercado consumidor
Mercado consumidor: é um termo utilizado quando se refere aos consumidores segmento ou à própria população economicamente ativa de um país que compre ou utilize os produtos de empresas específicas.
Ou seja, todas as pessoas que tenham um poder de compra.
Alguém vende algo, outro alguém precisa deste algo, no momento que ambos se encontram, temos o mercado. Se dissermos que mercado é o ponto de encontro entre oferta e procura, não estamos errados, como também seremos precisos se dissermos que mercado é a relação entre a oferta e a procura.
O consumidor como pessoa física, se preocupa com a aplicação de sua renda ou salário, é individualista. O empreendedor tem o enfoque diferente em relação ao mercado: percebe as necessidades de seus clientes e procura supri-las objetivando a plena satisfação deles. No geral essa interação com o mercado é mais empolgante do que o resultado favorável do empreendimento.
Ele, o mercado, não é estático, aliás, é muito dinâmico e há de se estar atento a ele para ir se adaptando na medida em que os primeiros sinais de mudanças surgem. Todo aquele que não se adequou ao mercado, fechou, já que ele é instável e muda de direção tal qual um bando de aves. E também tem muito a ver com a antiga burguesia européia.
- Marketing
- Mercado